# Большая Кумжевая
Большая Кумжевая — река в России, течёт по территории Терского района Мурманской области. Впадает в Горло Белого моря. Вытекает из озера на высоте 188 м над уровнем моря. Длина реки — 43 км, площадь водосборного бассейна — 149 км².

## Данные водного реестра
По данным государственного водного реестра России относится к Баренцево-Беломорскому бассейновому округу, водохозяйственный участок реки — реки бассейна Белого моря от западной границы бассейна реки Иоканга (мыс Святой Нос) до восточной границы бассейна реки Нива, без реки Поной. Речной бассейн реки — бассейны рек Кольского полуострова и Карелии, впадает в Белое море
Код водного объекта в государственном водном реестре — 02020000212101000007172.